# 阿南市立富岡小学校
阿南市立 富岡小学校（あなんしりつ とみおかしょうがっこう）は、徳島県阿南市領家町浜田にある公立小学校。

## 概要

### 通学区域
阿南市
- 学原町、黒津地町、西路見町、住吉町、辰巳町、出来町、富岡町、豊益町、七見町、原ケ崎町、畭町、日開野町、福村町、向原町、領家町

### 教育目標
- 知・徳・体の調和のとれた人間性豊かな児童の育成を図り、郷土愛と国際協調の精神に満ちた、21世紀を生きぬく人間としての人格の完成をめざす。

## クラブ活動
- 金管バンドクラブ[1]
- バドミントンクラブ
- ゲームクラブ
- 卓球クラブ
- 室内遊びクラブ
- 化学実験クラブ
- 家庭科・工作クラブ
- カラーガードクラブ
- スポーツクラブ
- イラスト・まんがクラブ

## 著名な出身者
- 大杉漣 - 俳優
- 表原立磨 - 阿南市長
- 勢喜遊 - King Gnu（ドラム）

## 通学区域が隣接する学校
- 阿南市立見能林小学校
- 阿南市立宝田小学校
- 阿南市立横見小学校
- 阿南市立平島小学校